# Австралийска змиешийка
Австралийската змиешийка (Anhinga novaehollandiae) е вид птица от семейство Змиешийкови (Anhingidae). Видът е незастрашен от изчезване.

## Разпространение
Разпространен е в Австралия, Индонезия, Папуа-Нова Гвинея и Източен Тимор.